# Andreas Baader

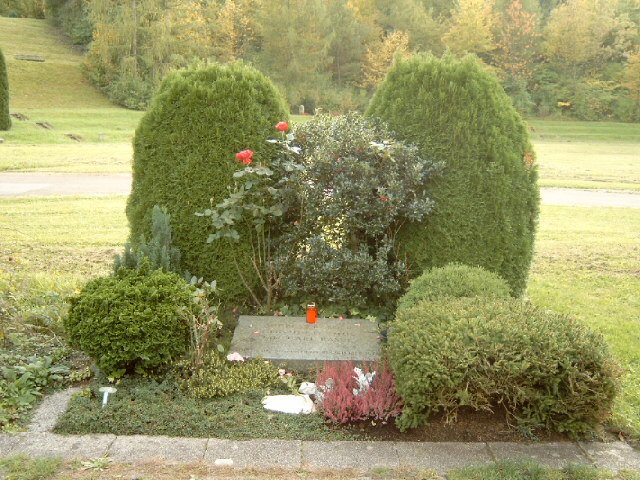
Grób Baadera, Raspe i Ensslin na cmentarzu Dornhalde w Stuttgarcie

Berndt Andreas Baader (ur. 6 maja 1943 w Monachium, zm. 18 października 1977 w Stuttgarcie) – niemiecki terrorysta, jeden z przywódców skrajnie lewicowej organizacji terrorystycznej Frakcji Czerwonej Armii (Rote Armee Fraktion – RAF), znanej również jako Grupa Baader-Meinhof.

## Życiorys
Urodził się w Monachium 6 maja 1943. Po ukończeniu szkoły podstawowej kontynuował edukację w szkołach średnich, gdzie od młodzieńczego buntu przeciw państwowemu szkolnictwu przeszedł do anarchizmu posługującego się przemocą. Relegowany, nie uzyskał formalnie wykształcenia średniego. W 1963 r. wyjechał do Berlina. Dzięki swojej dziewczynie Gudrun Ensslin, członkini radykalnego Niemieckiego Socjalistycznego Związku Studentów, uczestniczył tam w demonstracjach studenckich. Był to początek jego politycznej drogi.
W nocy z 2 na 3 kwietnia 1968 Baader i Ensslin podłożyli ogień pod dom towarowy we Frankfurcie nad Menem w proteście przeciwko „obojętności opinii publicznej wobec ludobójstwa w Wietnamie”. Nikt nie zginął ani nie ucierpiał w wyniku tego zdarzenia. Para została aresztowana, jednak po apelacji wypuszczono ich na wolność. W kwietniu 1970 Baader został ponownie ujęty przez służby RFN. Z więzienia odbił go 14 maja 1970 oddział pod dowództwem znanej dziennikarki Ulrike Meinhof. Wydarzenie to formalnie uważane jest za początek działalności Frakcji Czerwonej Armii, znanej też jako Grupa Baader-Meinhof.
Po uwolnieniu Baader udał się do ośrodka szkolenia terrorystów w Jordanii, skąd razem z innymi członkami grupy został usunięty z powodu niezgody na segregację płciową w obozie oraz tryb życia nieodpowiadający instruktorom, będącym wyznawcami islamu. Ponownie wrócił do RFN, gdzie dokonywał napadów na banki, organizował ataki bombowe i strzelaniny z policją. W maju 1972 rozpoczął wojnę ludową, której elementami były ataki na dowództwo Piątego Korpusu US Army we Frankfurcie i kwaterę główną Armii Amerykańskiej na Europę w Heidelbergu. 1 czerwca 1972 Baader, Jan-Carl Raspe i Holger Meins zostali aresztowani we Frankfurcie. 21 maja 1975 Baadera skazano na dożywocie. Żądanie jego uwolnienia stało się jednym z motywów akcji terrorystycznych Frakcji Czerwonej Armii, a także jednym z postulatów stawianym przez inne organizacje terrorystyczne (uwolnienia Baadera domagał się m.in. Czarny Wrzesień).
W nocy z 17 na 18 października 1977 (tzw. Todesnacht von Stammheim) Baader, Ensslin i Raspe zostali znalezieni martwi w swoich celach w więzieniu w Stammheim. Stwierdzono, że popełnili samobójstwa. Baader poniósł śmierć w wyniku strzału w głowę.

## Baader w filmie
Postać Baadera pojawiła się w wielu filmach fabularnych, m.in. w:
- 1986: Stammheim (Stammheim – Die Baader-Meinhof-Gruppe vor Gericht) Reinharda Hauffa – w roli Baadera Ulrich Tukur.
- 1986: Podróż (Die Reise) Markusa Imhoofa(inne języki) – w postać Rolfa, inspirowaną Baaderem, wcielił się Claude-Oliver Rudolph(inne języki).
- 2002: Baader Christophera Rotha(inne języki) – w roli Baadera Frank Giering.
- 2008: Baader-Meinhof (Der Baader Meinhof Komplex) Uli Edela – w roli Baadera Moritz Bleibtreu.
- 2011: Jeśli nie my, to kto? (Wer wenn nicht wir) Andresa Veiela – w roli Baadera Alexander Fehling.